# 如眠国度
《如眠国度》（英語：State Like Sleep）是一部2018年的美國劇情電影，由Meredith Danluck執導和編劇。主演是凱薩琳·華特斯頓、麥可·夏儂、路克·伊凡斯和麥可·俞斯曼。本片在2018年翠貝卡電影節上首映，2019年1月4日由The Orchard公司負責公映。

## 劇情
故事是關於一個俱樂部的經營者，他營運一間神秘的上流紳士俱樂部-"Lebellfleur"，而一位人妻認為該俱樂部隱匿她丈夫死亡的真相。

## 演員
- 路克·伊凡斯[3] 飾 Emile
- 凱薩琳·華特斯頓 飾 Katherine Grand
- 麥可·夏儂 飾 Edward
- 麥可·俞斯曼 飾 Stefan Delvoe
- 瑪莉·凱·普雷斯（英语：Mary Kay Place） 飾 Elaine Grand
- 朱莉·加奈爾（英语：Julie Khaner） 飾 Anneke Delvoe
- 馬克·歐布萊恩（英语：Mark O'Brien (actor)） 飾 Darren[4]
- 波·瑪婷（英语：Bo Martyn） 飾 Frieda
- 卡洛·羅塔（英语：Carlo Rota）

## 製作
2016年夏天，該電影在安大略省多伦多和剑桥開拍。